# Paulinus sv. Bartolomeja
Paulinus sv. Bartolomeja, avstrijski karmeličanski misijonar in orientalist hrvaškega rodu, * 25. april 1748, Hof am Leithaberge, Spodnja Avstrija, † 7. januar 1806, Rim.
Poznan je pod več imeni kot Paulinus S. Bartholomaeo, Paolino da San Bartolomeo, Paulinus Paathiri, Paulin de St Barthelemi, Paulinus A S. Bartholomaeo, Johann Philipp Wesdin ali Johann Philipp Werdin, hrvaško Ivan Filip Vezdin.
Pripisujejo mu avtorstvo prve sanskrtske slovnice (Sidharubana), ki je bila objavljena v Evropi, in da je bil eden prvih orientalistov, ki je prisegal na tesno povezavo med indijskimi in evropskimi jeziki, sledijo pa mu drugi, kot sta William Jones in Gaston. - Laurent Coeurdoux.

## Življenjepis
Rodil se je v kmečki družini v Spodnji Avstriji, redovniško kuto pa je prevzel pri dvajsetih letih. V Pragi je študiral teologijo in filozofijo. Ko se je vpisal v semenišče misijonov svojega reda v Rimu, je študiral orientalistiko na kolegiju svetega Pankracija.
Leta 1774 je bil poslan kot misijonar v Malabar v Indiji. Potem ko je štirinajst let preživel v Indiji, je bil imenovan za generalnega vikarja svojega reda in apostolskega vizitatorja. Bil je zelo dobro podkovan v jezikih: govoril je nemško, latinsko, grško, hebrejsko, madžarsko, italijansko, portugalsko, angleško, malajalamsko, sanskrt in nekatere druge jezike Indije. V Kerali je postal znan kot Paulinus Paathiri. Bil je eden prvih, ki je odkril podobnost med sanskrtom in indoevropskimi jeziki, čeprav je bil prvi verjetno jezuit Thomas Stephens.
Ko je bil leta 1789 odpoklican v Rim, da bi podal poročilo o stanju misijona v Hindustanu, je bil zadolžen za urejanje knjig – za popravljanje katekizmov in osnovnih knjig, natisnjenih v Rimu – za uporabo misijonarjev. Zaradi političnih težav je od leta 1798 do 1800 ostal na Dunaju.
V Rimu je prišel v stik s kardinalom Stefanom Borgio, sekretarjem Propaganda Fide, antikvaristom in mecenom, ki je v Velletriju, svojem rojstnem mestu, ustanovil zelo dobro obdarjen Museo Borgiano. Kardinal Borgia ga je imenoval za svojega zasebnega tajnika in financiral izdajo številnih zvezkov indologije (akademski študij zgodovine in kultur, jezikov in književnosti indijske podceline in je kot tak podskupina azijskih študij), vključno s prvo evropsko slovnico sanskrtskega jezika (Sidharubam seu Grammatica Samscrdamica), objavljeno v Rimu leta 1790. Paulinus je v italijanščini napisal tudi dolg esej o Indiji (Viaggio alle Indie Orientali), ki je bil preveden v glavne evropske jezike.
Leta 1800 ga je papež Pij VII. imenoval za svetovalca Index Librorum Prohibitorum (Kongregacije Indeksa – spisek prepovedanih knjig) in za inšpektorja študij na Pontificia Università Urbaniana (Papeški univerzi Urbaniji). Napisal je poročilo o svojih potovanjih, prevedeno v francoščino, pod naslovom Voyage aux Index Orientales, objavljeno v Parizu leta 1808.
V Evropi je predstavil tudi dela Johanna Ernsta Hanxledna (Arnos Paathiri). Nekaj Hanxledenovih del je odnesel v Evropo. Pisal je tudi o Hanxlednu in ga obširno citira v svojih spominih.
Ko je kardinal Borgia nenadoma umrl v Lyonu, medtem ko je spremljal Pija VII. k Napoleonu, je Paulinus napisal njegovo ganljivo biografijo.
Works[edit]

## Delo
Paulinus je o vzhodu napisal številne učene knjige, ki so bile v tistem času zelo cenjene, med njimi tudi prvo tiskano sanskrtsko slovnico. Vključujejo:
1. 'Systema brahmanicum liturgicum, mythologicum, civile, ex monumentis indicis musei Borgiani Velitris dissertationibus historico-criticis illustratu (Rome, 1791), prevedeno v nemščino (Gotha, 1797);
2. Examen historico-criticum codicum indicorum bibliothecae S. C. de Propaganda (Rome, 1792);
3. Musei Borgiani Velitris codices manuscripti avences, Peguani, Siamici, Malabarici, Indostani ... illustrati (Rim, 1793);
4. Viaggio alle Indie orientali (Rim, 1796), v nemščino prevedel Forster (Berlin, 1798);
5. Sidharubam, seu Grammatica sanscridamica, cui accedit dissert. hiss. crit. in linguam sanscridamicam vulgo Samscret dictam (Rome, 1799), pod naslovom se je pojavila še ena izdaja "Vyacaranam" (Rim, 1804);
6. India orientalis christiana (Rim, 1794), pomembno delo za zgodovino misijonov v Indiji. Druga dela se nanašajo na jezikoslovje in cerkveno zgodovino.
7. Paolino da San Bartolomeo, Viaggio alle Indie Orientali umiliato alla Santita di N. S. Papa Pio Sesto pontefice massimo da fra Paolino da S. Bartolomeo carmelitano scalzo, Rim, presso Antonio Fulgoni, 1796.
8. Paolino da San Bartolomeo, Voyage aux Indes Orientales, par le p. Paulin de S. Barthelemy, missionnaire; traduit de l'italien ... avec les observations de Mm. Anquetil du Perron, J. R. Forster et Silvestre de Sacy; et une dissertation de M. Anquetil sur la proprieté (v francoščini), A Paris, chez Tourneisen fils, libraire, rue de Seine, n 12, 1808.
9. Paulinus a S. Bartholomaeo, Amarasinha. Sectio prima de caelo ex tribus ineditis codicibus indicis manuscriptis curante P. Paulino a S. Bartholomaeo ... (v latinščini), Romae, apud Antonium Fulgonium, 1798.
10. Paulinus von Heilig Bartholomaus, Atlas pour servir au voyage aux Indes orientales. Par le p. Paulin de Saint-Barthelemy, missionaire (v francoščini), A Paris, chez Tourneisen fils, 1808.
11. Paulinus a S. Bartholomaeo. De basilica S. Pancratii M. Christi disquisitio. Auctore P. Paulino a S. Bartholomaeo (v latinščini), Romae, apud Antonium Fulgonium, 1803.
12. Paulinus a S. Bartholomaeo, Dissertation on the Sanskrit language, Paulinus a S. Bartholomaeo (v angleščini), ponatis izvirnega latinskega besedila 1790, skupaj z uvodnim člankom, popolnim angleškim prevodom in indeksom virov Luda Rocherja, Amsterdam, J. Benjamin, 1977.
13. Paulinus a S. Bartholomaeo, Examen historico criticum codicum indicorum bibliothecae Sacrae Congregationis de propaganda fide (v latinščini), Romae, ex typ. S. C. de Propaganda Fide, 1792.
14. Paulinus a S. Bartholomaeo, India orientalis christiana continens fundationes ecclesiarum, seriem episcoporum, Auctore P. Paulino a S. Bartholomaeo carmelita discalceato (in lingua Latina), Romae, typis Salomonianis, 1794.
15. Paulinus a S. Bartholomaeo, Jornandis vindiciae de Var Hunnorum auctore p. Paulino a S. Bartolomeo carmelita discalceato ... (v latinščini), Romae, Apud Antonium Fulgonium, 1800.
16. Paolino da San Bartolomeo, Monumenti indici del Museo Naniano illustrati dal P. Paolino da S. Bartolomeo (v latinščini), V Padovi, nella Stamperia del Seminario, 1799.
17. Paulinus a S. Bartholomaeo, Mumiographia Musei Obiciani exarata a P. Paulino a S.Bartholomaeo carmelita discalceato (v latinščini), Patavii, ex Typographia Seminarii, 1799.
18. Paulinus a S. Bartholomaeo, Musei Borgiani Velitris codices manuscripti Avenses Peguani Siamici Malabarici Indostani animadversionibus historico-criticis castigati et illustrati accedunt monumenta inedita, et cosmogonia Indico-Tibetana, auctore p. Paulino a S. Bartholomaeo ... (v latinščini), Romae, apud Antonium FUgonium, 1793.
19. Paulinus a S. Bartholomaeo, Sidharubam seu Grammatica Samscrdamica. Siddarupam. Cui accedit Dissertatio historico-critica in linguam Samscrdamicam vulgo Samscret dictam, in qua huius linguae exsistentia, origo, praestantia, antiquitas, extensio, maternitas ostenditur, libri aliqui ea exarati critice recensentur, & simul aliquae antiquissimae gentilium orationes liturgicae paucis attinguntur, & explicantur auctore Fr. Paulino a S. Bartholomaeo ... (v latinščini), Romae, ex typographia Sacrae Congregationis de Propaganda Fide, 1790.
20. Paulinus a S. Bartholomaeo, Systema Brahmanicum liturgicum mythologicum civile ex monumentis Indicis musei Borgiani Velitris dissertationibus historico-criticis illustravit fr. Paullinus a S. Bartholomaeo carmelita discalceatus Malabariae missionarius Academiae Volscorum Veliternae socius (v latinščini), Romae, apud Antonium Fulgonium, 1791.
21. Paulinus a S. Bartholomaeo, Vitae synopsis Stephani Borgiae S.R.E. cardinalis amplissimi S. Congr. De Propaganda fide praefecti curante p. Paulino a S. Bartholomaeo carmelita discalceato ... (v latinščini), Romae, apud Antonium Fulgonium, 1805.
22. Paulinus a S. Bartholomaeo, Vyacarana seu Locupletissima Samscrdamicae linguae institutio in usum Fidei praeconum in India Orientali, et virorum litteratorum in Europa adornata a P. Paulino a S. Bartholomaeo Carmelita discalceato (v latinščini), Romae, typis S. Congreg. de Propag. Fide, 1804.
23. Paulinus a S. Bartholomaeo, Notitia topographica, civilis, politica, religiosa missionis Malabaricae ad finem saeculi 18. / auctore r. P. Paulino a S. Bartholomaeo, O. C. D. (v latinščini), Romae, apud Curiam generalitiam, 1937, Tip. A. Manuzio.
24. Paulinus of St. Bartholomew: De manuscriptis codicibus indicis R. P. Joan Ernesti Hanxleden epistola ad. R. P. Alexium Mariam A. S. Joseph Carmelitam excalceatum, Vienna, 1799.